# Hiletinae
Die Hiletinae sind eine Unterfamilie der Laufkäfer (Carabidae). Weltweit sind etwa 20 Arten in zwei Gattungen bekannt, die in den Tropen vorkommen. Die Tiere sind sehr selten und noch wenig erforscht.

## Merkmale
Die Käfer haben einen großen Kopf, der im Verhältnis zum Pronotum kräftig gebaut ist. Die Fühler sind gekniet, ihr Scapus ist gleich lang wie das zweite bis vierte Glied. Der Scapus kann in eine Furche unterhalb der Facettenaugen angelegt werden. Die Mandibeln sind groß und an ihrem Ende stark nach unten gekrümmt. Jede Mandibel hat acht oder neun dreieckige Zähne, die zur Spitze hin größer werden. Die Tarsen aller Beine sind schlank und distal verjüngt. Hafthärchen sind auf den ersten drei Protarsomeren und den ersten beiden Mesotarsomeren ausgebildet. Die Oberfläche der Deckflügel ist unterschiedlich gestaltet. Die häutigen Flügel (Alae) sind gut entwickelt. Am Thorax sind primitive Strukturen, wie der Fortsatz am Prosternum, die Einbuchtung der Procoxa sowie das Mesoventrit, als auch weiter entwickelte Strukturen wie das lappige Metepimeron vorhanden.
Die Larven der Hiletinae sind gänzlich unbekannt.

## Lebensweise und Vorkommen
Die Gattung Hiletus ist im tropischen Afrika verbreitet, die Gattung Eucamaragnathus in Afrika, einschließlich Madagaskar, Südostasien und Südamerika östlich der Anden von Ecuador bis ins Flachland des östlichen Brasiliens. Die Tiere besiedeln immergrüne Laub- und Mischwälder mit lateritischen Böden oder Grasland Savannen mit vereinzeltem Baumbewuchs.

## Systematik
Die Hiletinae werden in folgende Gattungen unterteilt:
- Hiletus
- Eucamaragnathus

## Belege